# シリヤン
シリヤン湖（スウェーデン語: Siljan）はスウェーデン中部、 ダーラナ県の湖である。スウェーデンで6番目の大きさの湖である。隣接するOrsasjon湖、Insjo湖を合わせて面積は354 km2で、最大水深は120 mであり、海抜161 mにある。湖畔で最大の街はムーラ（スウェーデン語: Mora）である。湖には複数の島があるが、最大の島はソレローン島（スウェーデン語: Sollerön）で、北西のムーラ方面と南西のイェスンダ（スウェーデン語: Gesunda）方面から橋が架橋されている。同島は有人島で、島内は住宅や耕作地のほか、ゴルフ場（ソレロ・ゴルフクラブ（Sollerö Golfklubb））も存在する。
湖は3億7700万年前のデボン紀の隕石衝突でできたシリヤン・リング（Siljansringen）の1部である。オリジナルのクレーターは現在は侵食されているが、直径約52 kmであったと見積もられている。ロシアを除くヨーロッパ地域で知られている隕石クレーターとして最大のものである。隕石衝突によって変形したカンブリア紀、オルドビス紀やシルル紀堆積岩には多くの化石がふくまれている。
この地域には石油の埋蔵が期待されたが、商業的な石油掘削には成功していない。鉛と亜鉛の鉱石がBoda地区にある。
シリヤン隕石孔の地域では、スウェーデン国家電力委員会（Vattenfall）による大深度掘削プロジェクトが行われている。トーマス・ゴールドの「石油は生物起源の有機物からつくられたのでなく、地球深層ガスによって作られている」という説に基づくもので、1986年7月から開始され1987年の9月には、6700 mの深度に達した。